# Buchholz (Westerwald)
Buchholz (Westerwald) är en kommun och ort i Landkreis Neuwied i förbundslandet Rheinland-Pfalz i Tyskland.
Kommunen ingår i kommunalförbundet Verbandsgemeinde Asbach tillsammans med ytterligare tre kommuner.